# اکترهاک، نیجکرک
اکترهاک، نیجکرک (به هلندی: Achterhoek, Nijkerk) یک سکونتگاه مسکونی در هلند است که در Nijkerk واقع شده‌است.